# Curb Stomp
Curb Stomp — ограниченная серия комиксов, состоящая из 4 выпусков, которую в 2015 году издавала компания Boom! Studios.

## Синопсис
Когда Мачете Бетти, главарь женской банды, в ходе самообороны убивает члена другой преступной группировки, начинаются криминальные разборки. Вместе с Дерби Гёрл, Кровавой Мэри, Дейзи Чейн и Вайолет Вольт она должна защитить свой район Олд-Бич.

### Выпуски
| № | Дата выхода     | Оценка на Comic Book Roundup    | Предполагаемый объём продаж (первый месяц) |
| - | --------------- | ------------------------------- | ------------------------------------------ |
| 1 | 25 февраля 2015 | 7,8 из 10 на основе 23 рецензий | 6 736, позиция в Северной Америке — 248    |
| 2 | 25 марта 2015   | 6,9 из 10 на основе 6 рецензий  | н/д                                        |
| 3 | 22 апреля 2015  | 5,8 из 10 на основе 2 рецензий  | н/д                                        |
| 4 | 27 мая 2015     | 8,3 из 10 на основе 2 рецензий  | н/д                                        |

### Сборники
| Название   | Тип            | Дата выхода     | Собранный материал | Кол-во страниц | ISBN                       | Предполагаемый объём продаж (первый месяц) |
| ---------- | -------------- | --------------- | ------------------ | -------------- | -------------------------- | ------------------------------------------ |
| Curb Stomp | Мягкая обложка | 16 февраля 2016 | Curb Stomp #1-4    | 112            | 978-1608867776, 1608867773 | 529, позиция в Северной Америке — 206      |

## Отзывы
На сайте Comic Book Roundup серия имеет оценку 7,2 из 10 на основе 33 рецензий. Дженнифер Ченг из Comic Book Resources посчитала, что «лёгкий тон в Curb Stomp — это и плюс, и минус». Келли Ричардс из Newsarama дал дебюту 8 баллов из 10 и отмечал оригинальность истории. Его коллега Дрейвен Катаяма поставил первому выпуску такую же оценку и сравнил цвета колориста Нила Лалонда с работами Таки Сомы. Спенсер Фосетт из Comics Bulletin вручил дебюту 3 звезды из 5 и подчеркнул, что «в Curb Stomp есть несколько очень интересных вещей». Тони Герреро из Comic Vine дал первому выпуску 4 звезды из 5 и назвал его «восхитительным сюрпризом». Чейз Магнетт из ComicBook.com поставил третьему выпуску оценку «B+» и написал, что «стиль Неоги определяет Curb Stomp», пожелав ему дальнейших успехов.